# Grijs-rode havik
De grijs-rode havik (Tachyspiza hiogaster) is een roofvogel uit de familie van de havikachtigen (Accipitridae). Deze soort werd vroeger gezien als dezelfde soort als de grijze havik (Tachyspiza novaehollandiae).

## Verspreiding en leefgebied
De soort telt 22 ondersoorten:
- T. h. sylvestris: Kleine Soenda-eilanden.
- T. h. polionotus: Tanimbar-eilanden en andere eilanden in de Bandazee.
- T. h. mortyi: Morotai.
- T. h. griseogularis: Halmahera, Ternate, Tidore en Batjan.
- T. h. obiensis: Obi.
- T. h. hiogaster: de zuidelijke Molukken.
- T. h. pallidiceps: Buru.
- T. h. albiventris: Tayandu- en Kei-eilanden.
- T. h. leucosomus: Nieuw-Guinea.
- T. h. misoriensis: Biak.
- T. h. pallidimas: D'Entrecasteaux-eilanden.
- T. h. misulae: de Louisiaden.
- T. h. lavongai: Tabar, Lavongai en Nieuw-Ierland.
- T. h. matthiae: Saint Matthias.
- T. h. manusi: de Admiraliteitseilanden.
- T. h. dampieri: Umboi, Nieuw-Brittannië.
- T. h. lihirensis: Lihir en Tanga.
- T. h. bougainvillei: Bougainville, Shortland.
- T. h. rufoschistaceus: Choiseul, Santa Isabel en de Florida-eilanden.
- T. h. rubianae: de centrale Salomonseilanden.
- T. h. malaitae: Malaita.
- T. h. pulchellus: Guadalcanal.